# كارلو الثالث ملك نابولي

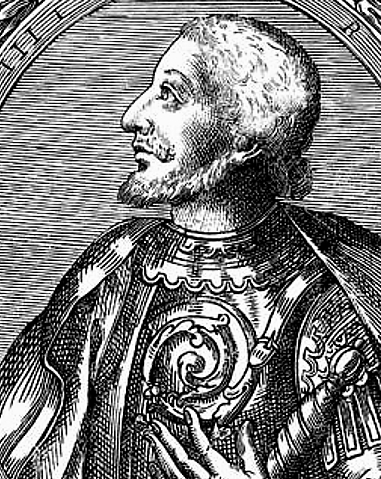

كارلو القصير أو كارلو من دوراتسو (1345 - 24 فبراير 1386) كان ملك نابولي وحامل لقب ملك القدس 1382-1386 باسم شارل الثالث، وملك المجر 1385-1386 باسم كارل الثاني. في عام 1382 أنشأ كارلو نظام مغامري القديس نيقولا. في 1383 ورث إمارة أكايا بعد وفاة جاك باو.
| سبقه: جوفانا الأولى | ملك نابولي 1382 - 1386  | تبعه: لادسلاو الأول |
| ماريا               | ملك هنغاريا 1385 - 1386 | ماريا وسيجيسموند    |
| جيمس                | أمير أكايا 1383 - 1386  | خلو العرش           |